# Curtis Roosevelt
Pour les articles homonymes, voir Roosevelt.
Curtis Roosevelt (né Curtis Roosevelt Dall le 19 avril 1930 à New York et mort le 26 septembre 2016 à Saint-Bonnet-du-Gard) est un fonctionnaire et commentateur politique américain.

## Biographie
Curtis Roosevelt est le fils de d'Anna Roosevelt et de son premier mari, Curtis Bean Dall. Il est l'aîné des petits-enfants de l'ancien président des États-Unis, Franklin Delano Roosevelt.
Curtis Roosevelt a étudié à l'Université Columbia et à partir de 1964, il a tenu divers postes de fonctionnaire international au Secrétariat des Nations unies à New York. Il prit sa retraite en 1983, et vécut ensuite dans le sud de la France, intervenant régulièrement dans les médias français en tant que commentateur politique. Curtis Roosevelt fut professeur invité à l'École de diplomatie de Genève et apparut dans une douzaine de documentaires de la BBC, de la télévision publique américaine et de History Channel.
Il participa, en mars 2012, à la constitution du Collectif Roosevelt qui plaide pour une relance de l'économie française, par des réformes économiques et sociales, dont certaines s'inspirent directement du New Deal de son aïeul Franklin D. Roosevelt.

## Publications
- Curtis Roosevelt, Trop Près du Soleil, 2009.  (ISBN 1-58648-554-7)